# 諸色掛
諸色掛（しょしきがかり）は、江戸の町奉行所や町名主の職務の分掌の1つ。

## 概要
江戸時代、江戸幕府は物価の騰貴を警戒し、値段の引下げに腐心した。諸色とは、諸種の商品、またはそれらの物価を意味する語で、諸色掛は物価の引下げのため市中の調査・監督を行うのが主な任務であった。
天保の改革において、江戸の十組問屋や大坂の二十四組問屋などの代表的な株仲間に限らず全ての問屋仲間・組合が強制的に解散させられた。これは人為的に価格や流通量の調節を行う恐れのある組織全般を解体し、自由な営業による競争と自由な取り引きによる物資流入の増加によって物価下落を期待したもので、そのために強制的な価格の引下げと監視を行う諸色掛与力を町奉行所に設置し、下部組織として諸色掛名主を任命した。
江戸府内を21組に分け、それぞれの名主に物価の調査を行わせ、町奉行所の市中取締諸色調掛はその監督を執り行った。市中取締諸色調掛は物価の不当な値上げを抑える役目を負い、商品を不当に値上げした商人を町奉行所に出頭させ説諭した。人員は与力・同心とも若干名となっており、時に異動もあって定員は無かった。諸問屋やその他商業筋全体の事務を取扱い、米の掛は北町奉行所、魚青物の掛は南町奉行所ときまっていた。
この他にも町奉行所には諸色潤沢掛・諸色値下掛といった役職が設けられ、諸色に関する事務を掌った。
また天保の改革の失敗後、嘉永4年（1851年）3月に諸問屋組合を復活させる「再興令」が実施されたが、その際に町奉行や奉行所の役人、町年寄とともに諸色掛名主が再興のための膨大な事務処理に大きく寄与したことが『諸問屋再興調』に記録として残されている。

## 沿革
寛政2年（1790年）、寛政の改革の折、江戸の物価引下げ対策のため諸色取調方を設置。その構成員は、勘定所の勘定組頭や支配勘定、町奉行所の与力・同心であった。寛政3年（1791年）には、物価統制のための諸色掛が町名主の中から任命された。
天保12年（1841年）5月、北町奉行所に市中取締掛が、南町奉行所では市中取締諸色掛が設置された。また、市中取締懸諸色取調掛も新設し、これを三廻同心の兼務とした。
天保12年10月に、北町奉行の指示で市中取締掛名主18名が任命され、11月には31名に増員。翌13年（1842年）正月には南町奉行の指示で諸色取締掛27名が任命され、同年3月には町年寄の奈良屋市右衛門が「市中取締筋触方掛」を命ぜられた。また、同年2月には市中取締と諸色取締の両掛は兼務となった。
他にも、町奉行所には、安政4年（1857年）には諸色潤沢方貿易御用取調掛が、慶応元年（1865年）には諸色値段引下方取扱掛（南北とも与力各8人、同心各7人）が設置されている。